# Frank Lovejoy
Pour les articles homonymes, voir Lovejoy.
Frank Lovejoy, né le 28 mars 1912 dans le quartier du Bronx à New York, et mort le 2 octobre 1962 à New York, est un acteur américain.

## Biographie
Né dans le Bronx à New York en 1912, jeune, Frank a travaillé à Wall Street pendant son adolescence mais le grand Krach boursier de 1929 lui a coûté son emploi. Ne voulant pas faire partie des nombreux chômeurs, Lovejoy joue dans les tournées entreprises à travers le nord-est des États-Unis avant de faire ses débuts à Broadway en 1934. Il perçe dans le monde de la radio, avec des émissions telles que Gangbusters, Night Beat ou Damon Runyon Theater.
Après 14 ans à la radio, Frank Lovejoy commence sa carrière au cinéma en 1948 dans son premier film Bandits de grands chemins où il joue le rôle de Mark Lorimer qui le révéla au grand public. Il est connu pour ses rôles de détectives et aussi dans celui de Gilbert Bowen, l'un des deux automobilistes pris en otage par un meurtrier psychopathe dans le film noir Le Voyage de la peur de 1953, réalisé par Ida Lupino, ou pour ses rôles dans des films de guerre tels que Le grand assaut en 1950 ou Retreat, Hell! (en) en 1952 et dans certains western.
Pendant ces mêmes années, il joue dans son propre TV shows, L'homme contre le crime en 1956 et Meet McGraw en 1957. Quelques années plus tard, alors qu'il a son étoile sur le Walk of Fame, Frank Lovejoy meurt d'une crise cardiaque à New York en 1962 à l'âge de 50 ans. Il est enterré au cimetière de Holy Cross à Culver City en Californie.

## Filmographie
| Cinéma      | Cinéma                            | Cinéma                        | Cinéma               | Cinéma                              |  |
| Année       | Titre                             | Titre original                | Réalisateur          | Rôle                                |  |
| ----------- | --------------------------------- | ----------------------------- | -------------------- | ----------------------------------- |  |
| 1948        | Bandits de grands chemins         | Black Bart                    | George Sherman       | Mark Lorimer                        |  |
| 1949        | La Demeure des braves             | Home of the Brave             | Mark Robson          | Sergent Mingo                       |  |
| 1950        | Le Violent                        | In a Lonely Place             | Nicholas Ray         | Détective Brub Nicolai              |  |
| 1950        | Le Bistrot du péché               | South Sea Sinner              | H. Bruce Humberstone | Doc                                 |  |
| 1950        | Secrets de femmes                 | Three Secrets                 | Robert Wise          | Bob Duffy                           |  |
| 1950        | Le Grand Assaut                   | Breakthrough                  | Lewis Seiler         | Sergent Pete Bell                   |  |
| 1950        | Fureur sur la ville               | The Sound of Fury             | Cy Endfield          | Howard Tyler                        |  |
| 1951        |                                   | I Was a Communist for the FBI | Gordon Douglas       | Matt Cvetic                         |  |
| 1951        | La Flamme du passé                | Goodbye, My Fancy             | Vincent Sherman      | Matt Cole                           |  |
| 1951        | Les Amants de l'enfer             | Force of Arms                 | Michael Curtiz       | Major Blackford                     |  |
| 1951        | La Femme de mes rêves             | I'll See You in My Dreams     | Michael Curtiz       | Walter Donaldson                    |  |
| 1952        |                                   | Retreat, Hell!                | Joseph H. Lewis      | Lieutenant Colonel Steve L. Corbett |  |
| 1952        |                                   | The Winning Team              | Lewis Seiler         | Rogers Hornsby                      |  |
| 1953        | Catherine et son amant            | She's Back on Broadway        | Gordon Douglas       | John Webber                         |  |
| 1953        | Le Voyage de la peur              | The Hitch-Hiker               | Ida Lupino           | Gilbert Bowen                       |  |
| 1953        | L'Homme au masque de cire         | House of Wax                  | André de Toth        | Lieutenant Tom Brennan              |  |
| 1953        |                                   | The System                    | Lewis Seiler         | John E. 'Johnny' Merrick            |  |
| 1953        | La Charge sur la rivière rouge    | The Charge at Feather River   | Gordon Douglas       | Sergent Charlie Baker               |  |
| 1954        | La Patrouille infernale           | Beachhead                     | Stuart Heisler       | Sergent Fletcher                    |  |
| 1954        | Escadrille Panthère               | Men of the Fighting Lady      | Andrew Marton        | Lieutenant Commodore Paul Grayson   |  |
| 1955        | Rendez-vous sur l'Amazone         | The Americano                 | William Castle       | Bento Hermany                       |  |
| 1955        |                                   | Strategic Air Command         | Anthony Mann         | Général Ennis C. Hawkes             |  |
| 1955        |                                   | Mad at the World              | Harry Essex          | Capitaine de Police Tom Lynn        |  |
| 1955        |                                   | Top of the World              | Lewis R. Foster      | Major Brad Cantrell                 |  |
| 1955        |                                   | Finger Man                    | Harold D. Schuster   | Casey Martin                        |  |
| 1955        | Piège double                      | The Crooked Web               | Nathan Juran         | Stanley E. 'Stan' Fabian            |  |
| 1955        |                                   | Shack Out on 101              | Edward Dein          | Professeur Sam Bastion              |  |
| 1956        | Le Diabolique M. Benton           | Julie                         | Andrew L. Stone      | Détective Lieutenant Pringle        |  |
| 1956        |                                   | Three Brave Men               | Philip Dunne         | Capitaine Amos Winfield U.S.N.      |  |
| 1958        | Le Desperado des plaines          | Cole Younger, Gunfighter      | R.G. Springsteen     | Cole Younger                        |  |
| Télévision  |                                   |                               |                      |                                     |  |
| Année       | Titre                             | Rôle                          | Notes                |                                     |  |
| 1949        | Man Against Crime                 | Lui-même                      |                      |                                     |  |
| 1953 - 1955 | Lux Video Theatre (en)            | Lui-même                      |                      |                                     |  |
| 1955        | Stage 7                           | Professeur William Fletcher   |                      |                                     |  |
| 1955        | Celebrity Playhouse               | Lui-même                      |                      |                                     |  |
| 1955        | Ford Star Jubilee                 | Lieutenant Steve Maryk        |                      |                                     |  |
| 1955        | Climax!                           | Ben Dana                      |                      |                                     |  |
| 1955 - 1956 | The Star and the Story (en)       | Jim Hubbard                   |                      |                                     |  |
| 1956        | Man Against Crime                 | Mike Barnett                  |                      |                                     |  |
| 1956 - 1959 | Letter to Loretta                 | Walter Davidson               |                      |                                     |  |
| 1957        | The Ford Television Theatre (en)  | Vic Chambers                  |                      |                                     |  |
| 1957        | Cavalcade of America (en)         | Inspecteur Ed McCook          |                      |                                     |  |
| 1957 - 1958 | Meet McGraw                       | McGraw                        |                      |                                     |  |
| 1957 - 1959 | Zane Grey Theater                 | Jim Todd                      |                      |                                     |  |
| 1958        | Pursuit                           | Docteur                       |                      |                                     |  |
| 1959        | Playhouse 90                      | Arthur Hennicut               |                      |                                     |  |
| 1959        | The Red Skelton Show              | Ace - Gangster                |                      |                                     |  |
| 1959        | The David Niven Show              | Paul Nelson                   |                      |                                     |  |
| 1960        | The DuPont Show with June Allyson | Dave                          |                      |                                     |  |
| 1960        | Wichita Town                      | Juge Parker                   |                      |                                     |  |
| 1960        | The United States Steel Hour (en) | Andrew Kirk                   |                      |                                     |  |
| 1961        | The DuPont Show of the Week       | Major Ludwig Ges              |                      |                                     |  |
| 1961        | Target: The Corruptors            | Judge Tolliver                |                      |                                     |  |
| 1962        | C'est arrivé à Sunrise            | Lieutenant Kincaid            |                      |                                     |  |